# Archipel de Los Hermanos
L’archipel de Los Hermanos est une dépendance fédérale du Venezuela. Il est formé de huit îles et îlots, d'une superficie totale de 2,14 km²,,.

## Îles de l'archipel
Une distance de 14 km sépare l'île la plus au nord (La Orquilla) de celle située la plus au sud (Isla Chiquito) de l'archipel.
| Nombre | Nom de l'île ou de l'îlot | Superficie               | Notes                                                                                  |
| ------ | ------------------------- | ------------------------ | -------------------------------------------------------------------------------------- |
| 1      | La Orquilla               | 45 hectares ou 0,45 km²  | Île la plus au nord de l'archipel, située à 12,4 km à l'est de l'Île de la Blanquilla. |
| 2      | El Rajao                  | 0,3 hectare ou 0,003 km² | Situé 50 mètres au nord de La Orquilla                                                 |
| 3      | Los Morochos              | 27 hectares ou 0,27 km²  | -                                                                                      |
| 4      | Papelón                   | 5 hectares ou 0,05 km²   | Situé 80 mètres à l'ouest de Los Morochos                                              |
| 5      | Grueso                    | 68 hectares ou 0,68 km²  | Île la plus grande de l'archipel.                                                      |
| 6      | Pico                      | 41 hectares ou 0,41 km²  | Également nommée « Isla Pando »                                                        |
| 7      | Fondeadero                | 31 hectares ou 0,31 km²  | -                                                                                      |
| 8      | Chiquito                  | 2 hectares ou 0,02 km²   | Île située la plus au sud, appelée ainsi en raison de sa petite taille.                |